# Platarsit
Platarsit (IMA-Symbol Plt) ist ein selten vorkommendes Mineral aus der Mineralklasse der „Sulfide und Sulfosalze“ mit der idealisierten chemischen Zusammensetzung PtAsS und damit chemisch gesehen ein Platin-Arsen-Sulfid.
Platarsit kristallisiert im kubischen Kristallsystem, konnte jedoch bisher nur in Form winziger, unregelmäßiger Körner oder dreieckiger Kriställchen bis etwa 1,1 mm Größe sowie als Einschlüsse in Platin-Nuggets, Chromit und Silikatmineralen gefunden werden. Das Mineral ist in jeder Form undurchsichtig (opak). Unter dem Auflichtmikroskop erscheinen polierte Platarsitoberflächen grau und etwas dunkler gegenüber dem oft koexistierenden Sperrylith.

## Etymologie und Geschichte
Erstmals erwähnt wird das Mineral bereits 1965 in der Erstbeschreibung von Hollingworthit durch Eugen Friedrich Stumpfl (1931–2004) und Andrew M. Clark, das sie allerdings nicht als eigenständige Mineralart ansahen, sondern als rhodiumreiche Varietät von Sperrylith (kurz Rhodium-Sperrylith bzw. Rh-Sperrylith).
Die Erstbeschreibung von Platarsit als eigenständiges Mineral erfolgte durch Louis J. Cabri, J. H. Gilles Laflamme und John M. Stewart anhand von Mineralproben aus der Platinmetall-Grube Onverwacht nahe Mashishing (bis 2006 Lydenburg) in der südafrikanischen Provinz Mpumalanga. Cabri, Laflamme und Stewart benannten das Mineral nach dessen Zusammensetzung aus Platin, Arsen und Schwefel, in Anlehnung an die bereits bekannten und verwandten Minerale Irarsit (IrAsS) und Osarsit (OsAsS) und reichten ihre Ergebnisse 1976 zur Prüfung bei der International Mineralogical Association (IMA) ein, die das Mineral und den gewählten Namen noch im selben Jahr anerkannte. Die Publikation der Erstbeschreibung folgte ein Jahr später im Fachmagazin The Canadian Mineralogist.
Typmaterial des Minerals wird im Royal Ontario Museum in Toronto unter der Katalog-Nr. M34681 (Holotyp, polierte, rhodium- und rutheniumhaltige Abschnitte) und im Canadian Museum of Nature in Ottawa (Kanada), im National Museum of Natural History des Smithsonian-Institution-Komplexes in Washington, D.C. (USA) unter der Katalog-Nr. 136485A0 sowie im Mineralogischen Museum der Russischen Akademie der Wissenschaften in Moskau unter der Katalog-Nr. N79000 aufbewahrt.

## Klassifikation
Da der Platarsit erst 1976 als eigenständiges Mineral anerkannt und dies erst 1977 publiziert wurde, ist er in der veralteten 8. Auflage der Mineralsystematik nach Strunz noch nicht verzeichnet.
Im Lapis-Mineralienverzeichnis nach Stefan Weiß, das sich aus Rücksicht auf private Sammler und institutionelle Sammlungen noch nach dieser alten Form der Systematik von Karl Hugo Strunz richtet, erhielt das Mineral die System- und Mineral-Nr. II/D.18-70. In der „Lapis-Systematik“ entspricht dies ebenfalls der Abteilung „Sulfide mit dem Stoffmengenverhältnis Metall : S,Se,Te < 1 : 1“, wo Platarsit zusammen mit Cobaltit, Gersdorffit, Hollingworthit, Irarsit, Jolliffeit, Kalungait, Milotait, Tolovkit, Ullmannit und Willyamit die „Cobaltitgruppe“ mit der System-Nr. II/D.18 bildet (Stand 2018).
Die von der IMA zuletzt 2009 aktualisierte 9. Auflage der Strunz’schen Mineralsystematik ordnet den Platarsit dagegen in die neu definierte Abteilung der „Metallsulfide mit dem Stoffmengenverhältnis von M : S ≤ 1 : 2“ ein. Diese ist zudem weiter unterteilt nach dem genauen Stoffmengenverhältnis und den in der Verbindung vorherrschenden Metallen, so dass das Mineral entsprechend seiner Zusammensetzung in der Unterabteilung „M : S = 1 : 2, mit Fe, Co, Ni, PGE usw.“ zu finden ist, wo es zusammen mit Changchengit, Cobaltit, Gersdorffit (Rn, ehemals Gersdorffit-P213), Paragersdorffit (Rn, ehemals Gersdorffit-Pa3), Orthogersdorffit (Rn, ehemals Gersdorffit-Pca21), Hollingworthit, Irarsit, Jolliffeit, Kalungait, Krutovit, Maslovit, Mayingit, Michenerit, Milotait, Padmait, Testibiopalladit, Tolovkit, Ullmannit und Willyamit die „Gersdorffitgruppe“ mit der System-Nr. 2.EB.25 bildet.
Auch die vorwiegend im englischen Sprachraum gebräuchliche Systematik der Minerale nach Dana ordnet den Platarsit in die Klasse der „Sulfide und Sulfosalze“ und dort in die Abteilung der „Sulfidminerale“ ein. Hier ist er allerdings in der „Cobaltitgruppe (Kubische oder pseudokubische Kristalle)“ mit der System-Nr. 02.12.03 innerhalb der Unterabteilung „Sulfide – einschließlich Seleniden und Telluriden – mit der Zusammensetzung AmBnXp, mit (m+n) : p = 1 : 2“ zu finden.

## Chemismus
Der idealisierten (theoretischen) Zusammensetzung von Platarsit (PtAsS) zufolge besteht das Mineral aus Platin (Pt), Arsen (As) und Schwefel (S) im Stoffmengenverhältnis von Metall : Schwefel (bzw. Schwefelvertreter) = 1 : 2. Dass Arsen als Schwefelvertreter angesehen werden kann, wurde von Louis J. Cabri, J. H. Gilles Laflamme und John M. Stewart in deren Erstbeschreibung sowie von J. T. Szymański bei der Analyse der Kristallstruktur von Platarsit mit der Formel Pt(As,S)2 ausgedrückt. Der Massenanteil (Gewichts-%) der Elemente in der Reinformel beträgt 64,6 % Pt, 24,8 % As und 10,6 % S.
In der Natur ist Platin allerdings praktisch immer mit anderen Platinmetallen in wechselnden Anteilen vermengt anzutreffen. So fanden sich in dem von Stumpfl und Clark 1965 beschriebenen Rhodium-Sperrylith neben 23,8 Gew.-% Pt, 30,7 Gew.-% As und 1,8 Gew.-% S zusätzlich 17,8 Gew.-% Iridium (Ir), 11,6 Gew.-% Rh und 2,1 Gew.-% Palladium (Pd).
Die Mikrosondenanalyse, die Cabri, Laflamme und Stewart an vier Platarsitkörnern des Typmaterials durchführten, ergaben jeweils eine chemische Zusammensetzung, bei denen der Platinanteil höher war als der von Rhodium (Rh) oder Ruthenium (Ru). Durchschnittlich enthielten die Proben neben 29,7 Gew.-% Pt (26,9–31,4), 33 Gew.-% As und 11,2 Gew.-% S zusätzlich 11,9 Gew.-% Rh (10,3–13,8), 9,5 Gew.-% Ru (8,5–11,4), 4,0 Gew.-% Ir (0,54–6,1), 0,6 Gew.-% Osmium (Os). Dies korrespondiert mit der empirischen Formel Pt0,34Rh0,30Ru0,28Ir0,05Os0,01As1,03S0,99, der angenäherten Formel (Pt,Rh,Ru)AsS oder der idealisierten und von der IMA anerkannten Endgliedformel PtAsS.

## Kristallstruktur
Platarsit kristallisiert kubisch in der Raumgruppe Pa3 (Raumgruppen-Nr. 205) mit dem Gitterparameter a = 5,788 Å sowie vier Formeleinheiten pro Elementarzelle.

## Bildung und Fundorte
Platarsit bildet sich in Duniten und Pegmatiten sowie in geschichteten mafischen Intrusionen und Ophiolithen. Als Begleitminerale können unter anderem Bornit, Chromit, Genkinit, Mertieit, Ruthenarsenit und Stibiopalladinit sowie verschiedene natürliche Pt-Fe-Cu-Ni-Legierungen auftreten.
Als seltene Mineralbildung konnte Platarsit nur an wenigen Orten nachgewiesen werden, wobei bisher weltweit rund 50 Fundorte dokumentiert sind (Stand 2020). Außer an seiner Typlokalität Onverwacht Mine bei Mashishing fand sich das Mineral in Südafrika noch in der nahe gelegenen alten Platin-Lagerstätte Mooihoek (Mooihoek Farm) in der Provinz Mpumalanga, in mehreren Platinmetall-Minen im Distrikt Rustenburg der Provinz Nordwest sowie in der Platinmine Driekop im Distrikt Sekhukhuneland etwa 25 km nordöstlich von Burgersfort und der Platinlagerstätte Overysel bzw. der Sandsloot-Mine bei Mokopane in der Provinz Limpopo.
In Österreich trat Platarsit bisher nur in der Steiermark auf, genauer in der Gemeinde Kraubath an der Mur sowie in einer unbenannten Chromit-Grube am Mitterberg und am Sommergraben in der Gemeinde Sankt Stefan ob Leoben.
Fundorte in Deutschland oder der Schweiz sind bisher nicht bekannt.
Weitere Fundorte liegen unter anderem in Albanien, Australien, Brasilien, Dänemark, Finnland, Griechenland, Grönland, Indien, Kanada, Myanmar, Norwegen, Russland, Simbabwe, Spanien und den Vereinigten Staaten von Amerika (USA). Ein weiterer Fundort im Vereinigten Königreich ist noch fraglich, da er bisher nicht bestätigt werden konnte.